# 입어주세요, 타카미네 양
《입어주세요, 타카미네 양》(일본어: 履いてください、鷹峰さん 하이테 구다사이 다카미네 산[*])은 히이라기 유이치가 지은 일본의 만화다. 《월간 간간 JOKER》(스퀘어 에닉스)에서 2019년 2월호부터 연재 중이다.
2021년 6월에는 다음에 올 만화대상 2021에 노미네이트되었다.

## 스토리
평범한 고교생 시로타 코우시는 어느날 재색겸비한 학생회장 타카미네 타카네의 거유를 생으로 보고 말았음으로써, 그녀가 어떤 능력을 사용한 후에도 기억이 남는 체질이 된다. 그 결과 시로타는 타카미네의 심부름을 해야 하는 처지가 된다.

## 등장인물
타카미네 타카네(鷹峰高嶺)
성우 - 쿠보 유리카
본작의 주인공. 학업·운동 모두 톱의 성적으로 1학년 때부터 학생회장에 취임하고 있다. 자신을 모든 면에서 제일 적합하다고 자부하고 있으며, 그것을 위한 노력은 게을리하지 않지만, 실수를 해 버렸을 때에는 능력 '아직 더러움을 모르는 소녀'를 사용해 제일로 계속하고 있다. 덧붙여 초등학교 5학년 때의 팀 대항 릴레이에서 2위를 했을 때, 굴욕감에서 실금해 속옷을 벗었을 때에 비로소 '아직 더러움을 모르는 소녀'의 능력이 발현했다. 단지 능력을 사용할 때마다 속옷이 사라져 버리기 때문에, 자신이 사라지는 속옷을 갈아 입기 위한 옷장으로서 시로타에게 일할 것을 제안. 비명을 질러 시로타가 체포되는 상황을 만들어 비명을 지르지 않은 것으로 하는 대신 시로타에게 옷장으로 일하는 것을 인정하게 했다.
시로타 코우시(白田孝志)
성우 - 카스야 다이스케
본작의 파트너. 타카미네와는 초등학교에서 같은 학교였지만, 특히 교류는 없고 사이좋게 되고 싶다고 생각한 적도 없었다. 타카미네의 능력을 알게 된다. 그리고, 타카미네에게 위협받는 형태로 타카미네의 능력으로 사라진 속옷을 갈아입기 위한 옷장으로서 일하게 된다.
에리이 에버그린(絵梨依・エバーグリーン)
성우 - 우에사카 스미레
흰머리 단발머리. 가슴 사이즈에서는 타카미네에 못 미치지만 스포츠는 누구보다 잘한다는 자부심이 있다.
쿠로사키 루리카(黒崎瑠理香)
성우 - 토미타 미유
검은 머리의 양갈래. 훌륭한 가슴을 가졌지만, 그것의 관리를 하지 않는 것에 대해 타카미네에게 지적을 받고, 생각을 고쳤다.

## 서지 정보
- 히이라기 유이치 《입어주세요, 타카미네 양》 스퀘어 에닉스 〈간간 코믹스  JOKER〉, 기간 10권(2025년 3월 22일 현재)
  1. 2019년 9월 21일 발매[3][4], ISBN 978-4-7575-6313-1
  2. 2020년 1월 22일 발매[5], ISBN 978-4-7575-6477-0
  3. 2020년 8월 21일 발매[6], ISBN 978-4-7575-6804-4
  4. 2021년 3월 22일 발매[7], ISBN 978-4-7575-7163-1
  5. 2021년 11월 22일 발매[8], ISBN 978-4-7575-7578-3
  6. 2022년 6월 22일 발매[9], ISBN 978-4-7575-7976-7
  7. 2023년 3월 22일 발매[10], ISBN 978-4-7575-8477-8
  8. 2023년 12월 21일 발매[11], ISBN 978-4-7575-8970-4
  9. 2024년 8월 21일 발매[12], ISBN 978-4-7575-9368-8
  10. 2025년 3월 22일 발매[13], ISBN 978-4-7575-9762-4

## TV 애니메이션
2024년 8월 2일 에 텔레비전 애니메이션화하는 것이 발표되었다. 2025년 4월부터 6월까지 AT-X 등에서 방송되었다.

### 스태프
- 원작 - 히이라기 유이치
- 감독 - 마키노 토모에
- 시리즈 구성·각본 - 사토 유타카
- 캐릭터 디자인 - 야마우치 료, 이토 마야
- 미술 감독 - 아시노 유키코
- 미술 설정 - 시마무라 다이스케, 오오타카 준이치, 와카야마 요시
- 색채 설계 - 하시가미 아키라
- 프롭 디자인 - 후쿠야 이오리
- 촬영 감독 - 이시즈카 토모요시
- 편집 - 야마다 키요미
- 음향 감독 - 마에다 아카네
- 음향 효과 - 오가와 토모키
- 음악 - 나카츠카 타케시
- 음악 제작 - 란티스
- 프로듀서 - 후지와라 토시노리, 오치아이 츠요시, 마츠다 타이요, 니시마에 슈카, 시게마츠 단, 스즈키 켄, 오오누키 카즈오, 와다 타쿠지
- 애니메이션 프로듀서 - 이오하라 메구미
- 애니메이션 제작 - 라이덴 필름
- 제작 - 입어주세요, 타카미네 양 제작위원회(KADOKAWA, 스퀘어 에닉스, 도코모 아니메 스토어, AT-X, DAXEL, 피아, TOKYO MX)

### 주제가
Baby Baby Baby
오쿠이 마사미 with 봉주르 스즈키에 의한 오프닝 테마. 작사는 오쿠이 마사미, 작곡은 봉주르 스즈키, 편곡은 스즈키 Daichi 히데유키.
Hightail it
후루카와 마코토에 의한 엔딩 테마. 작사는 마츠이 요헤이, 작곡은 혼다 유키, 편곡은 와키 마사토미.

### 에피소드 목록
| 화수   | 제목                                     | 그림 콘티         | 연출              | 작화 감독 | 총작화 감독                                           | 방송일         |
| ------ | ---------------------------------------- | ----------------- | ----------------- | --- | ----------------------------------------------------- | -------------- |
| 제1화  | 私のクローゼットになりなさい。           | 마키노 토모에     | 마키노 토모에     | 나마타메 야스히로 고토 타카히로 요시다 하지메 요시다 이쿠오 오오하라 히로시 우메다 카오리 시미즈 미오                              | 야마우치 료 이토 마야                                 | 2025년 4월 2일 |
| 제2화  | 満足するまでやり直させて。               | 니시타 마사요시   | 카사이 요시노부   | 사쿠라이 타쿠로 reboot 일영공방 | 쿠로다 카즈야                                         | 4월 9일        |
| 제3화  | 一番イイのを味わって                     | 유카와 마나부     | 후지시로 카즈야   | 이즈미자카 츠카사 코다 토모키 시미즈 카츠유키 비트 사이토 이타루 니시미치 타쿠야 키타지마 유키                                     | 야마우치 료 이토 다이스케 안도 노부히로               | 4월 16일       |
| 제4화  | ドン感しないで、ビン感して。             | 니시타 마사요시   | 카사이 요시노부   | 사쿠라이 타쿠로 EverGreen Revival reboot                                                                                           | 좌원 신                                               | 4월 23일       |
| 제5화  | あなたにニャンニャンさせてほしいニャン。 | 니시타 마사요시   | 스즈키 츠네오     | 비트 코다 토모키 요시다 이쿠오 오오하라 히로시 고토 타카히로 오오타 노부타카 사이토 이타루 요시다 하지메 시미즈 미오 키타지마 유키 | 이토 마야 우메모토 아츠토시 비트                      | 4월 30일       |
| 제6화  | あなた、お背中流させて。                 | 후쿠시마 히로유키 | JOLCHANN          | 사쿠라이 타쿠로 EverGreen 24FPS reboot Revival                                                                                     | 쿠로다 카즈야                                         | 5월 7일        |
| 제7화  | そこからじゃ見えないところまで           | 니시타 마사요시   | 후지시로 카즈야   | 키타지마 유키 시미즈 카츠유키 사이토 이타루 이즈미자카 츠카사 모리 에츠히토 이토 다이스케 이시카와 신스케                          | 이토 다이스케 우메모토 아츠토시                       | 5월 14일       |
| 제8화  | 仲、睦まじいご様子で                     | 니시타 마사요시   | 시바 켄타         | 사쿠라이 타쿠로 Studio EverGreen 24FPS Revival 4tune                                                                               | 쿠로다 카즈야                                         | 5월 21일       |
| 제9화  | 私にヤらせなさい!!                       | 후쿠시마 히로유키 | 토바 아키라       | 코다 토모키 오오타 노부타카 고토 타카히로 요시다 이쿠오 오오하라 히로시 모리 에츠히토 키타지마 유키 LIKAI STUDIO                   | 이토 마야 하시모토 아츠토시 야마우치 료               | 5월 28일       |
| 제10화 | 雨降って白田固まる                       | 나카야마 마사에   | 아오 신고         | 사쿠라이 타쿠로 요시다 이쿠오 reboot Revival 朱央 스튜디오 뮤                                                                      | 쿠로다 카즈야 이토 마야                               | 6월 4일        |
| 제11화 | 予行演習をさせてあげるわ                 | 시마무라 다이스케 | 시마무라 다이스케 | 모리 에츠히토 키타지마 유키 사이토 이타루 비트 구경옥 이경순 김정림 소경숙 정영희 주형숙 황영식                                    | 이토 다이스케 오오하라 히로시 요시다 이쿠오 이토 마야 | 6월 11일       |
| 제12화 | 私だけをみなさい                         | 야마모토 히데요   | JOLCHANN          | 사쿠라이 타쿠로 STUDIO CL Revival 스튜디오 뮤 朱央                                                                                 | 쿠로다 카즈야 이토 마야                               | 6월 18일       |